# Caelidracones
Los Caelidracones son un grupo de pterosaurios perteneciente al clado Macronychoptera.
En 2003, el paleontólogo David Unwin nombró al clado (es decir, un linaje monofilético) Caelidracones. La definición era: el grupo formado por el último ancestro común de Anurognathus ammoni y Quetzalcoatlus northropi, y a todos sus descendientes. El nombre se deriva de la palabra latina caelum, "cielo" y draco que significa "dragón", por lo que el término en conjunto significa "dragones del cielo", una referencia a un famoso libro sobre los pterosaurios realizado por el paleontólogo británico Harry Govier Seeley en 1901: Dragons of the Air (dragones del aire)
Unwin nombró al grupo después de haberlo determinado con un análisis cladístico. La sinapomorfias (características compartidas derivadas) son: un hueso cuadrado perforado que surge centrado (Unwin se refiere a que la base misma del hueso craneal era muy prominente), un cúbito más largo que la tibia - los miembros de este grupo tenía patas traseras más cortas en comparación con sus antepasados - , el peroné era menos del 80% de la longitud de la tibia - alcanzando el calcáneo en el tobillo, lo que tuvo como consecuencia una mayor limitación en la rotación de la pierna.
De acuerdo con el análisis de Unwin los Caelidracones son el taxón hermano de la familia Dimorphodontidae dentro de Macronychoptera e incluye a los grupos Anurognathidae y Lonchognatha, por lo tanto la mayoría de los pterosaurios pertenecen a este grupo, exceptuando a los más basales. Otros estudios de las relaciones de los pterosaurios han encontrado que los anurognátidos y los pterodactiloideos son grupos hermanos, lo cual limitaría a Caelidracones como la agrupación de estos dos clados.